# The Catalyst
The Catalyst è un singolo del gruppo musicale statunitense Linkin Park, pubblicato il 2 agosto 2010 come primo estratto dal quarto album in studio A Thousand Suns.

## Descrizione
Penultima traccia dell'album, The Catalyst presenta una durata di circa sei minuti ed è suddiviso in due parti distinte. La prima metà è caratterizzata dalle voci di Mike Shinoda e Chester Bennington sotto una base elettronica uptempo influenzata dal techno, mentre la seconda parte risulta più lenta e maggiormente rock.
In un'intervista concessa a MTV, il bassista Phoenix ha spiegato che la scelta del brano come singolo di lancio di A Thousand Suns è derivata dalla volontà del gruppo di mostrare al meglio le sonorità dell'album stesso.

## Promozione
Dal 9 al 25 luglio 2010 i Linkin Park tennero un concorso, "Linkin Park, featuring YOU", nel quale mettevano a disposizione delle parti del brano con le quali i fan potevano realizzare un remix utilizzando anche composizioni originali. Il vincitore del concorso è stato il polacco NoBraiN il cui remix è stato inserito come bonus track multimediale dell'edizione dell'album acquistabile attraverso Best Buy e Napster. I 20 migliori remix selezionati dal gruppo, come spiegato nell'episodio di LPTV Linkin Park, featuring YOU Winner, sarebbero stati utilizzati in futuro come b-side o come contenuti scaricabili. Due di questi (realizzati da DIGITALOMAT e da ill Audio) sono stati resi disponibili per il download gratuito attraverso il sito ufficiale del gruppo mentre altri due remix (realizzati da Cale Pellick e da DJ Endorphin) sono stati pubblicati nell'EP digitale del brano, acquistabile esclusivamente sull'iTunes Store. Altri due remix, realizzati rispettivamente da Rob Bloomfield (batterista dei Does It Offend You, Yeah?) e dai King Fantastic, sono stati inseriti anch'essi nell'EP digitale (quello di Bloomfield è stato successivamente inserito anche nella versione digitale di Waiting for the End).
Il brano intero è stato presentato in anteprima il 1º agosto 2010 nel trailer girato da Joe Hahn del videogioco Medal of Honor, nel quale The Catalyst funge da tema principale della colonna sonora, distribuita il 12 ottobre.
In occasione degli MTV Video Music Awards 2010, The Catalyst venne eseguito per la prima volta dal vivo all'Osservatorio Griffith di Los Angeles. La sede del concerto venne mantenuta segreta fino al concerto stesso, sebbene fosse stato rivelato che si trattò di un luogo importante della città.
Nel 2016 è stata resa disponibile la demo del brano, pubblicata come traccia d'apertura dell'EP Underground Sixteen.

## Video musicale
Il video, diretto dal DJ del gruppo Joe Hahn nel luglio 2010 e pubblicato il 26 agosto dello stesso anno, mostra una città avvolta da una nebbia radioattiva con Mike Shinoda che canta in una macchina arrugginita e Chester Bennington che canta immerso nell'acqua. Le immagini successive mostrano la gente che fugge dalla città e gli altri membri del gruppo che eseguono il brano.
Verso il minuto 1:17 è possibile leggere la scritta "Hybrid Theory" a rovescio su uno specchio rotto, un riferimento all'album di debutto e all'allora decimo anniversario dalla sua pubblicazione.

## Tracce
Download digitale – 1ª versione
1. The Catalyst – 5:42

CD promozionale (Germania, Regno Unito)
1. The Catalyst (Radio Edit) – 4:44
2. The Catalyst (Album Version) – 5:42

CD (Europa, Stati Uniti)
1. The Catalyst – 5:44
2. New Divide (Live) – 4:55

Download digitale – 2ª versione
1. The Catalyst – 5:42
2. The Catalyst ("Bobby Blommfield" Does It Offend You, Yeah? Remix) – 3:06
3. The Catalyst (King Fantastic Remix) – 4:04
4. The Catalyst (feat. DJ Endorphin) – 5:00
5. The Catalyst (feat. Cale Pellick) – 3:31

Download digitale – remix (Giappone)
1. The Catalyst (feat. NoBraiN) – 4:22

## Formazione
Hanno partecipato alle registrazioni, secondo le note di copertina di A Thousand Suns:
Gruppo
- Chester Bennington – voce
- Rob Bourdon – batteria, cori
- Brad Delson – tastiera, campionatore, percussioni, cori
- Phoenix – basso, cori
- Joe Hahn – giradischi, campionatore, programmazione, cori
- Mike Shinoda – voce, chitarra, pianoforte, tastiera, campionatore, programmazione

Produzione
- Rick Rubin – produzione
- Mike Shinoda – produzione, ingegneria del suono, montaggio Pro Tools
- Ethan Mates – ingegneria del suono, montaggio Pro Tools
- Josh Newell – ingegneria del suono, montaggio Pro Tools
- Brad Delson – montaggio Pro Tools aggiuntivo
- Neal Avron – missaggio
- Nicolas Fournier – assistenza missaggio
- Vlado Meller – mastering
- Mark Santangelo – assistenza mastering

## Classifiche

### Classifiche settimanali
| Classifica (2010)                | Posizione massima |
| -------------------------------- | ----------------- |
| Australia                        | 33                |
| Austria                          | 18                |
| Belgio (Vallonia)                | 44                |
| Canada                           | 28                |
| Germania                         | 11                |
| Nuova Zelanda                    | 27                |
| Paesi Bassi                      | 95                |
| Portogallo                       | 27                |
| Regno Unito                      | 40                |
| Stati Uniti                      | 27                |
| Stati Uniti (alternative)        | 1                 |
| Stati Uniti (mainstream rock)    | 12                |
| Stati Uniti (rock & alternative) | 1                 |
| Svezia                           | 31                |
| Svizzera                         | 29                |
| Ungheria                         | 8                 |

### Classifiche di fine anno
| Classifica (2010)                | Posizione |
| -------------------------------- | --------- |
| Giappone                         | 96        |
| Stati Uniti (rock & alternative) | 40        |